# Agnė Lukoševičiūtė
Agnė Lukoševičiūtė (* 20. Juli 1998 in Darien, Illinois, Vereinigte Staaten) ist eine litauische Leichtathletin, die sich auf den Hammerwurf spezialisiert hat und in dieser Disziplin Inhaberin des nationalen Rekords ist.

## Sportliche Laufbahn
Agnė Lukoševičiūtė studiert am Grinnell College und nahm bisher noch an keinen internationalen Meisterschaften teil. 2019 bestritt sie ihre ersten offiziellen Wettkämpfe und verbesserte auf Anhieb den Landesrekord von Vaida Kelečiūtė aus dem Jahr 2007. 
In den Jahren 2019 und 2021 wurde Lukoševičiūtė litauische Meisterin im Hammerwurf.